# Lyman (Maine)
Lyman és una població dels Estats Units a l'estat de Maine (EUA). Segons el cens del 2000 tenia 3.795 habitants.

## Demografia
Segons el cens del 2000, Lyman tenia 3.795 habitants, 1.366 habitatges, i 1.087 famílies. La densitat de població era de 37,6 habitants/km².
Dels 1.366 habitatges en un 37,3% hi vivien nens de menys de 18 anys, en un 68,6% hi vivien parelles casades, en un 7,2% dones solteres, i en un 20,4% no eren unitats familiars. En el 12,5% dels habitatges hi vivien persones soles el 3,5% de les quals corresponia a persones de 65 anys o més que vivien soles. El nombre mitjà de persones vivint en cada habitatge era de 2,78 i el nombre mitjà de persones que vivien en cada família era de 3,04.
Per edats la població es repartia de la següent manera: un 26,5% tenia menys de 18 anys, un 6,5% entre 18 i 24, un 31,1% entre 25 i 44, un 27,7% de 45 a 60 i un 8,2% 65 anys o més.
L'edat mediana era de 38 anys. Per cada 100 dones de 18 o més anys hi havia 95,7 homes.
La renda mediana per habitatge era de 47.860 $ i la renda mediana per família de 53.140 $. Els homes tenien una renda mediana de 37.917 $ mentre que les dones 25.192 $. La renda per capita de la població era de 20.203 $. Entorn del 4,8% de les famílies i el 4,3% de la població estaven per davall del llindar de pobresa.